# Steven Strait
Steven Strait (New York, 1986. március 23. –) amerikai zenész, színész és modell.

## Fiatalkora
New York City Greenwich Village nevű negyedében született. Szülei Jean (née Viscione) és Richard Dyer Strait. A felmenői angolok és olaszok. A Village Közösségi Iskolába és a Yavier Középiskolába járt New Yorkban, majd a Stella Adler Színészstúdióban tanult.

## Pályafutása
Tizenéves korában Strait számos magazinnak modellkedett, köztük a L'uomo Vogue, a Spoon, a Details, a Surface, Hollister Co. és a Pop. Olyan fotósokkal dolgozott együtt, mint Bruce Weber, Herb Ritts és Ellen von Unwerth. Strait Weber 2001-ben megjelent könyvében (All-American: Short Stories) is szerepelt.
Tizenegy éves korában kezdett színészet órákra járni. Bár ez nem a saját elhatározására történt, az első élő szereplése után megszerette a színészetet. A Stella Adler és a Black Nexxus stúdiókba is járt New Yorkban.
2004-ben Kaliforniába költözött, hogy színész legyen. 2005-ben az első meghallgatása után munkát kapott. Először 2005-ben szerepelt filmben. (Sky High: egy Warren Pease nevű tinédzser szuperhőst alakított.) Az újhullámos The Fixx "One Thing Leads to Another" című dalát ő adta elő a film zenéjéhez. Következő szerepét Meiert Avis 2005-ben bemutatott Felfedezetlenül című filmjében játszotta, amely Los Angelesben filmkarrierre vágyó fiatalokról szól, és amely megbukott a kritikákban és a mozikban. 2006-ban Caleb Danvers szerepét játszotta el A testvériség című (eredeti címe: The Covenant) akció-horror-fantasy-thriller filmben. A 2008 márciusában bemutatott I. e. 10 000 (10,000 BC) című, a történelem előtti időkben játszódó filmben Camilla Belle oldalán jelent meg. D'Lehet, a fiatal mammutvadászt alakította, aki ismeretlen vidékeken vándorol át, hogy kiszabadítsa a népét a rabszolgaságból.
Ugyancsak 2008-ban Michael Colson Stop-Loss című filmjében is játszott, amely az iraki háború okozta lelki sérülésekről szólt, vegyes kritikákat kapott, a mozikban azonban a költségeinek a felét se hozta vissza. 2009-ben Tonyt, az Andy Garcia alakította karakter fiát játszotta el a City Island című vígjátékban.
2010 novemberében az NBC A hajsza című tévésorozatában vendégszerepelt: Jackson Coopert játszotta, a menekülőt, aki az apjától való megszabadulás, a románc és a kaland ígéreteivel manipulálja barátnőjét.
2012 és 2013 között a Starz csatorna Bűnös Miami (Magic City) című sorozatában szerepelt, amely az 1950-es évekbeli Miami gengsztervilágát elevenítette fel. Strait a Jeffrey Dean Morgan alakította főszereplő, Ike Evans fiát játszotta.
2012-ben Freddy szerepét játszotta a Néptelen történet (After) című sci-fi thrillerben Karolina Wydra oldalán. A történet egy buszbaleset két túlélőjéről szól, akik arra ébrednek, hogy egyedül annak a kisvárosban.
2014-ben főszerepet kapott - James "Jim" Holden űrhajós tisztét - a Syfy új sci-fi sorozatában. (A Térség, eredeti angol címén: The Expanse.) A sorozatot 2015 decemberében kezdték vetíteni. Két sikeres szezon után 2017 július 12-én elkezdték a harmadik szezon forgatását is, és a következő évben le is adták.

### Zenészként
A Lakeshore Recordsszal szólóalbumot vesz fel. A Felfedezetlenül című film zenéjéhez hét dallal járult hozzá.

## Magánélete
2007. december 23. és 2013 közt Lynn Collins színésznő volt a felesége.

## Filmográfia

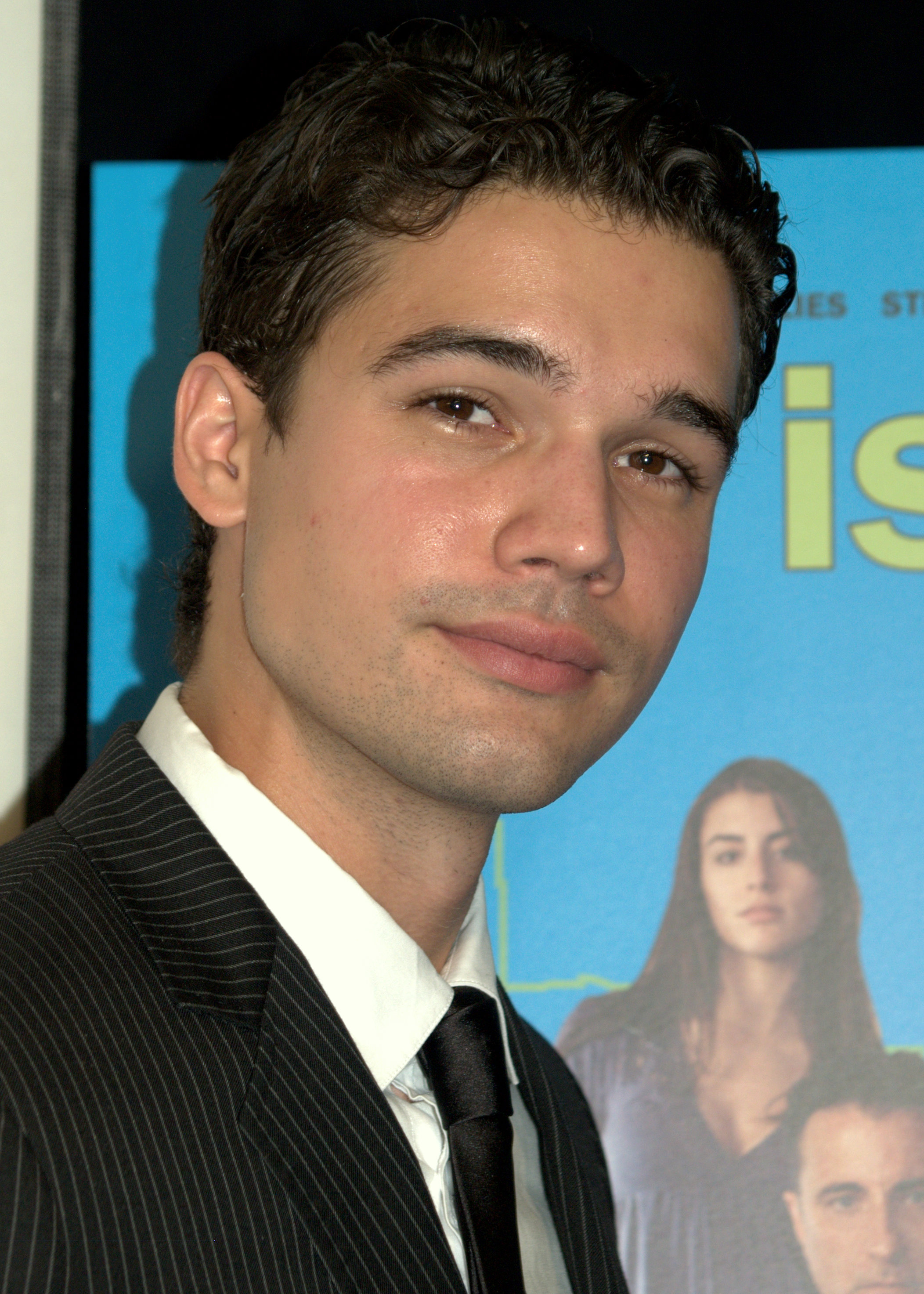
A 2009-es Tribekai Filmfesztiválon

### Film
| Év   | Magyar cím                            | Eredeti cím                   | Szerep             | Magyar hang |
| ---- | ------------------------------------- | ----------------------------- | ------------------ | ----------- |
| 2005 | Szuper felsőtagozat                   | Sky High                      | Warren Peace       | Előd Álmos  |
| 2005 | Felfedezhetetlen (Felfedezésre várva) | Undiscovered                  | Luke Falcon        |             |
| 2006 | A testvériség                         | The Covenant                  | Caleb Danvers      | Szabó Máté  |
| 2008 | I. e. 10 000                          | 10,000 BC                     | D'Leh              | Varga Gábor |
| 2008 | A sereg nem enged                     | Stop-Loss                     | Michael Colson     |             |
| 2009 | City Island                           | City Island                   | Tony Nardella      |             |
| 2012 | Néptelen történet                     | After                         | Freddy             |             |
| 2013 |                                       | Sleeping with the Fishes      | Dominic Sebastiani |             |
| 2014 |                                       | Hot                           | Jones              |             |
| 2016 |                                       | Extra Credit and Arthur Darks | Arthur Darks       |             |
| 2019 |                                       | Life Like                     | Henry              |             |

### Televízió
| Év        | Magyar cím      | Eredeti cím | Szerep                   | Megjegyzések             |
| --------- | --------------- | ----------- | ------------------------ | ------------------------ |
| 2001      | Harmadik műszak | Third Watch | Bobby Caffey tizenévesen | 1 epizód                 |
| 2010      |                 | HMS         | Jonathan David           | eladatlan CW próbaepizód |
| 2010      | A hajsza        | Chase       | Jackson Cooper           | 1 epizód                 |
| 2012–2013 | Bűnös Miami     | Magic City  | Steven "Stevie" Evans    | főszereplő (16 epizód)   |
| 2014      | A bosszú        | Revenge     | Brooks                   | 2 epizód                 |
| 2015–2022 | A Térség        | The Expanse | Jim Holden               | főszereplő               |

## Fordítás
- Ez a szócikk részben vagy egészben  a   Steven Strait című angol Wikipédia-szócikk ezen változatának fordításán alapul.  Az eredeti cikk szerkesztőit annak laptörténete sorolja fel. Ez a jelzés csupán a megfogalmazás eredetét és a szerzői jogokat jelzi, nem szolgál a cikkben szereplő információk forrásmegjelöléseként.